# Marie Hudečková-Lejsková
Marie Hudečková-Lejsková (rozená Lejsková, 26. června 1872 Bohunice – po roce 1932) byla moravská typografka, průmyslnice a podnikatelka, vedoucí několika tiskáren v Rakousku-Uhersku a posléze majitelka vlastního knihtiskařského podniku v Humpolci. Okolo roku 1890 se vyučila typografkou, jako první a na dlouhou dobu jedinou ženou v tomto oboru v českých zemích.

## Život

### Mládí
Narodila se v Bohunicích u Brna. Vychodila obecnou školu, následně studovala měšťanskou školu v Brně. Ve třinácti letech se zde roku 1886 dala do učení v tiskárně, kde se okolo roku 1890 vyučila typografkou, jako první žena v českých zemích. V Brně následně pracovala třináct let, poté odešla pracovat do Ružomberku a Hranic, kde jí byla svěřena pozice faktorky, vedoucí tiskárny. Následně vystřídala pracovní angažmá ve Velkém Meziříčí, Mariánských Horách u Ostravy a znovu v Brně.
Posléze se usadila v Humpolci, kde provozovala vlastní knihtiskařský závod.
V roce 1910 si ve Velkém Meziříčí vzala tamějšího ovdovělého měšťana Ferdinanda Hudečka. Roku 1932 otiskly Lidové noviny gratulaci k jejím 60. narozeninám.